# Ravensko

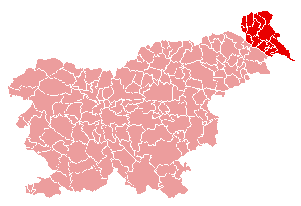
Prekmurje im Nordosten Sloweniens mit den Gemeinden der Ravensko-Ebene im mittleren Drittel

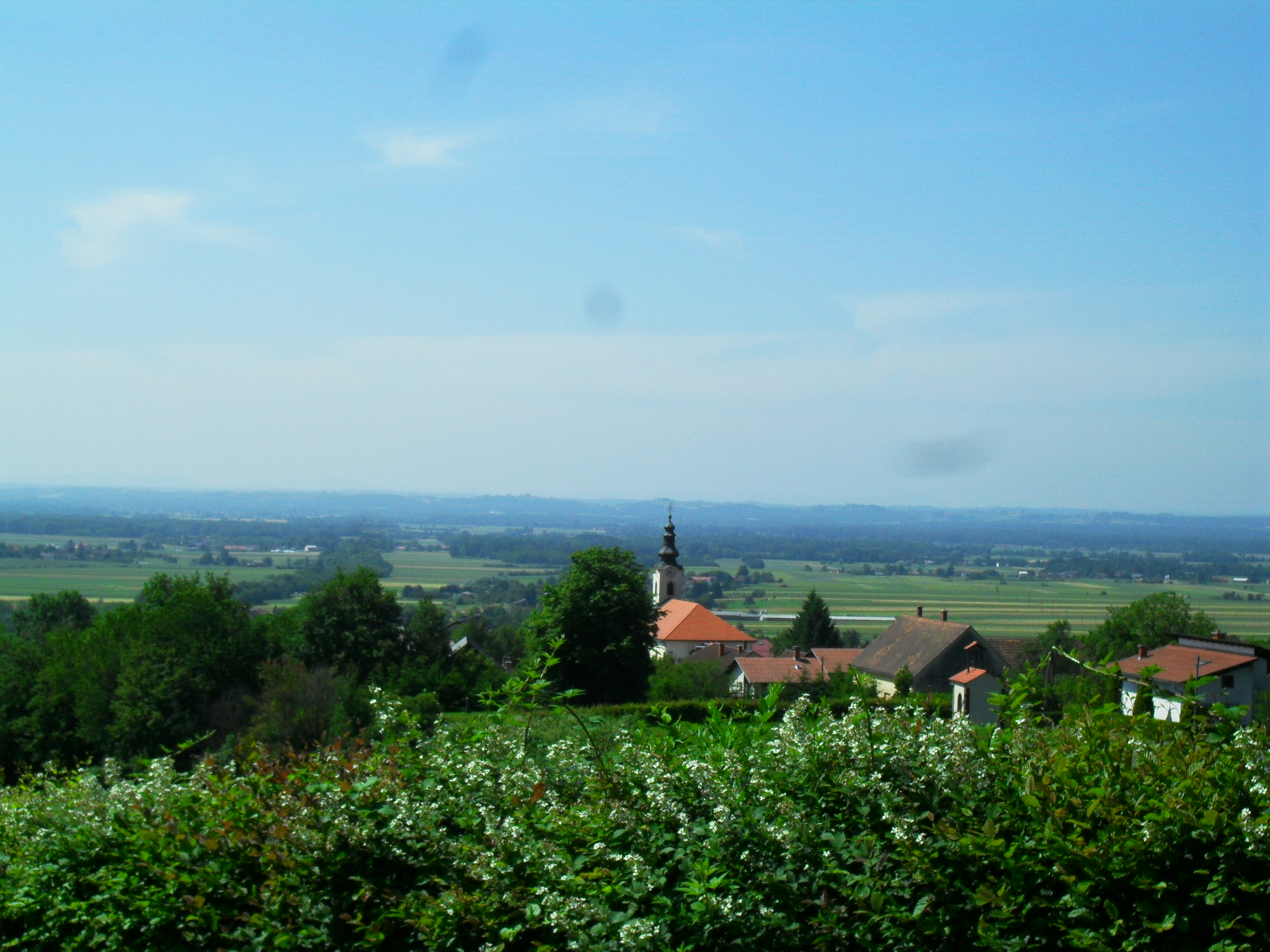
Die Ravensko-Ebene von den Goričko-Hügeln aus gesehen

Ravensko ist der Name eines Flachlandes im Osten von Slowenien. Die Ebene ist Teil der historischen Region Prekmurje (Übermurgebiet) am linken Ufer der Mur. Im Ravensko liegt auch das wirtschaftliche und kulturelle Zentrum von Prekmurje, die Stadt Murska Sobota.

## Lage
Im Norden grenzt Ravensko an Goričko, den hügeligen Teil von Prekmurje. Im Westen grenzt die Landschaft entlang des Flüsschens Kutschenitza / Kučnica an Österreich.
Im Südosten geht das Ravensko ohne natürliche Grenze in die Ebene Dolinsko über. Die Unterscheidung zwischen Ravensko und Dolinsko wird mit dem Unterschied in Historie und Dialekten der beiden Landschaften begründet. Dolinsko gehörte kirchenrechtlich bis 1777 zur Diözese Zagreb.

## Siedlungen
Die nachstehenden Ortschaften in acht Gemeinden liegen in der Ravensko-Ebene:
- Gemeinde Cankova: Cankova, Domajinci, Skakovci, Topolovci
- Gemeinde Dobrovnik: Dobrovnik
- Gemeinde Kobilje: Kobilje
- Gemeinde Lendava: Genterovci
- Gemeinde Moravske Toplice: Bogojina, Bukovnica, Filovci, Ivanci, Lukačevci, Martjanci,  Mlajtinci, Moravske Toplice, Motvarjevci, Noršinci, Pordašinci, Tešanovci
- Gemeinde Murska Sobota: Bakovci, Černelavci, Krog, Kupšinci, Markišavci, Murska Sobota, Nemčavci, Polana, Pušča, Rakičan, Satahovci, Veščica
- Gemeinde Puconci: Beznovci, Gorica, Lemerje, Predanovci, Puconci, Puževci, Strukovci, Šalamenci
- Gemeinde Tišina: Borejci, Gederovci, Gradišče, Murski Petrovci, Petanjci, Rankovci, Sodišinci, Tišina, Tropovci, Vanča vas